# Слепушкин, Александр Иванович
Алекса́ндр Ива́нович Слепу́шкин (1870, Санкт-Петербург — 1918, Москва) — русский арфист и педагог.

## Биография
Родился 30 октября (11 ноября) 1870 года в Санкт-Петербурге в семье Ивана Александровича и Марии Петровны Слепушкиных. Отец, происходивший из крестьян, дослужился до чина надворного советника, что давало право на потомственное дворянство.
С детских лет обучался игре на фортепиано, скрипке и трубе. Но был определён в 1885 году в Александровский кадетский корпус. Пройдя гимназический курс, летом 1887 года поступил в Николаевское кавалерийское училище. Окончив училище по 1-му разряду получил распределение на службу корнетом в Гродненский гусарский лейб-гвардии полк. Спустя три года, в 1892 году он поступил в Николаевскую академию генерального штаба, которую окончил в октябре 1894 года по 2-му разряду и вернулся в полк, в Варшаву. В апреле 1897 года был произведён в штабс-ротмистры; в 1901 году был командирован штаб-офицером для особых поручений при Кутаисском военном губернаторе; 16 января 1902 года вышел в отставку.
Уже будучи офицером, увлёкся игрой на арфе; брал уроки у арфиста Aвгуста Мартиновича Инспрукера, который посоветовал ему отправиться на обучение в Берлин, хотя к тому времени классы арфы уже были и в Петерубргской, и в Московской консерваториях. С 1902 года Слепушкин учился в Высшей школе музыки у Вильгельма Поссе.
В 1908 году, выдержав конкурс, стал солистом оркестра Большого театра и профессором Московской консерватории. Активно занимался педагогической деятельностью, давал сольные концерты. Игра Слепушкина отличалась исключительной виртуозностью, красивым певучим звуком. В репертуаре были сонаты Людвига ван Бетховена, этюды и вальсы Фредерика Шопена, прелюдии и фуги Иоганна Себастьяна Баха, «Жаворонок» Михаила Глинки-Милия Балакирева, сочинения Френца Листа и других в переложении для арфы, а из оригинальных сочинений для арфы — произведения Элиаса Пэриш-Алварса.
Среди его учеников: К. К. Бакланова, М. А. Бедлевич-Пушечникова, М. А. Корчинская, М. П. Кошиц, Н. Г. Парфёнов, Е. С. Сулимова.
Умер 30 марта 1918 года. Похоронен на Ваганьковском кладбище.